# 市村羽左衛門 (10代目)
十代目 市村羽左衛門（じゅうだいめ いちむら うざえもん、寛延元年〈1748年〉 - 寛政11年2月15日〈1799年3月20日〉）とは、宝暦期から寛政期にかけての歌舞伎役者。屋号は菊屋、俳名は亀全。
九代目市村羽左衛門の息子。宝暦8年（1758年）11月、市村七十郎と名乗り初舞台を踏む。翌年11月に父市村亀蔵が九代目市村羽左衛門を襲名すると、その前名である亀蔵を襲名した。天明8年（1788年）9月、それまで控櫓だった桐座から興行権を取り戻して市村座を再興、十代目市村羽左衛門を襲名し晴れて座元となる。しかし前代からの市村座の負債はなお残り、一度は決着を見るもその後また大借金となった。その結果、寛政5年（1793年）には市村座はふたたび桐座に興行権を譲らざるを得なかった。そして十代目自身は退隠し、親類の福地茂兵衛の息子を養子にして十一代目市村羽左衛門の名を継がせている。寛政9年（1797年）、魚商をしていた老人という人物から借財整理の援助を受け翌年市村座は再興したが、その次の年に死去した。役者としてはあまり舞台に立たなかったという。